# Рябинин, Иван Трофимович
Ива́н Трофи́мович Ряби́нин (17 (29) сентября 1845 года, дер. Патаневщина, Кижское общество, Олонецкая губерния — 30 января (12 февраля) 1910 года, дер. Восточные Гарницы, Сенногубское общество, Олонецкая губерния) — олонецкий крестьянин, русский сказитель, исполнитель былин.

## Биография
Происходил из династии былинных сказителей Рябининых, младший сын её основателя Трофима Григорьевича Рябинина.
В школе не учился, грамоте не был обучен, но обладал уникальной памятью. Знал наизусть более 6000 стихов. Основу своего репертуара — 14 былин и три духовных стиха перенял от отца, но при этом некоторые из них исполнял иначе, чем Трофим Григорьевич.
Творчество Ивана Рябинина привлекло внимание известного олонецкого краеведа, учителя словесности Олонецкой гимназии Павла Виноградова, который сыграл главную роль в судьбе сказителя Рябинина, организовав публичные выступления И. Т. Рябинина в Российской империи и за рубежом.
В течение 1890—1902 годов Иван Рябинин выступал в различных городах Российской империи: в Петрозаводске, Санкт-Петербурге, Москве, Харькове, Киеве и Одессе. Фрагменты былин в исполнении Рябинина были записаны Юлиусом Блоком в Москве на фонограф. С фонограмм Рябинина композитор Антон Аренский нотировал былины «Микула Селянинович и князь Вольга» и «Королевичи из Крякова» и впоследствии использовал в фортепианном концерте «Фантазии на темы Рябинина».
24 марта 1902 года в Зимнем дворце Иван Трофимович исполнил былины «Илья Муромец и Соловей Разбойник» и «Микула и Вольга» для императора Николая II, императрицы Александры Фёдоровны, великого князя Андрея Владимировича и августейших детей. Император Николай II пожаловал Рябинину за выступление большую золотую медаль «За усердие» на Станиславской ленте и золотые часы на золотой цепочке. Такие же часы были пожалованы императором Павлу Виноградову.
В апреле-мае 1902 года гастролировал в Константинополе, Пловдиве, Софии, Белграде, Вене, Праге и Варшаве где его выступления имели большой успех. 10 мая 1902 года король Сербии Александр Обренович пожаловал Рябинину золотую медаль «За услуги Кральевом дому».
Похоронен был Иван Трофимович в селе Сенная Губа.

## Семья
Первая жена — Анна Елизаровна Кругова из деревни Гивеснаволок умерла. Женился второй раз в 1879 году на вдове Герасима Андреева, крестьянке из деревни Гарницы, поселился в её семье. Сыновья от второго брака — Василий (род. 1879) и Павел (род. 1881).
Пасынок Ивана Трофимовича Иван Герасимович Рябинин-Андреев (род. 1873) и сын последнего Пётр Иванович Рябинин-Андреев также были исполнителями и сочинителями былин.